# Mallada flaveolus
Mallada flaveolus är en insektsart som först beskrevs av Schneider 1851.  Mallada flaveolus ingår i släktet Mallada och familjen guldögonsländor. Inga underarter finns listade i Catalogue of Life.